# Stephanie Childress
Pour les articles homonymes, voir Childress.
Stéphanie Childress est une cheffe d'orchestre franco-britannique. Elle est cheffe principale invitée de l'Orquestra Simfònica de Barcelona i Nacional de Catalunya.

## Biographie
Stéphanie Childress naît en 1999 à Londres, d’une mère française et d’un père américain,. Elle grandit dans une famille non musicale et commence sa carrière comme violoniste.
Elle fréquente le Lycée Français Charles de Gaulle, le département junior du Royal College of Music et est membre du National Youth Orchestra of Great Britain, qu'elle dirige en 2015.
Elle étudie le violon, instrument avec lequel elle est finaliste du Concours du jeune musicien de l’année de la BBC (en) Concours du jeune musicien de l’année de la BBC en 2016 et 2018. Elle fait ses débuts en solo aux BBC Proms à l'été 2019.
Elle obtient une licence de musique à l'Université de Cambridge en 2018.

## Carrière
En 2018, Stéphanie Childress commence sa carrière professionnelle à l'opéra en tant qu’assistante cheffe d’orchestre pour la production de The Enchanted Island par le British Youth Opera, avant d’assister des productions à Glyndebourne et à l'English National Opera.
Elle dirige l’opéra d’Anna Semple The Next Station is Green Park au Royal Conservatoire of Scotland en 2019, Le Nozze di Figaro, Requiem et Don Giovanni de Mozart à Glyndebourne en 2022 et 2023, ainsi que Breaking The Waves de Missy Mazzoli à l’Opéra de Détroit en 2024.
En 2019, elle crée son propre orchestre, l’Orchestra Rheia. À la direction d’orchestre, ses mentors sont Colin Metters, Simon Rattle et Stéphane Denève.
En septembre 2020, elle remporte le 2ᵉ prix du concours de cheffes d’orchestre La Maestra, et est nommée assistante cheffe d’orchestre à l'Orchestre symphonique de Saint-Louis, poste qu'elle occupe jusqu’en 2023,. Elle est aussi directrice musicale du St. Louis Symphony Youth Orchestra.
Comme cheffe d’orchestre invitée, elle a notamment dirigé le Royal Liverpool Philharmonic Orchestra, le London Symphony Orchestra, le BBC Philharmonic de Manchester, le Konzerthausorchester de Berlin, le Balthasar-Neumann-Ensemble dans le cadre du Festival d’Aix-en-Provence, l’Orchestre de Paris ou l’Orchestre national d'Île-de-France,.
En 2022, elle est nommée dans la catégorie « Révélation chef d’orchestre » aux Victoires de la musique classique
En février 2022, elle dirige l’Orquestra Simfònica de Barcelona i Nacional de Catalunya, et est nommée cheffe principale invitée en décembre 2023 pour les saisons 2024–2025 et 2025–2026.
En 2023, elle fait ses débuts symphoniques et lyriques en Allemagne avec le Konzerthausorchester Berlin et Die Entführung aus dem Serail de Mozart à la Staatsoper de Hambourg.
En 2024, Childress commence plusieurs collaborations avec des orchestres nord-américains comme le Orchestre du Centre national des arts, le Cleveland Orchestra, le Cincinnati Symphony Orchestra, le Detroit Symphony Orchestra, le Baltimore Symphony Orchestra et le Minnesota Orchestra, ainsi que son début au Japon avec l’Yomiuri Nippon Symphony Orchestra.